# Bảo tàng Công binh (Việt Nam)
Bảo tàng Công binh  trực thuộc Cục Chính trị, Binh chủng Công binh, Quân đội nhân dân Việt Nam thuộc loại hình lịch sử quân sự, có nhiệm vụ nghiên cứu, sưu tầm, kiểm kê, trưng bày, tuyên truyền giới thiệu các tài liệu, hiện vật có giá trị lịch sử, văn hoá, khoa học, phản ánh quá trình xây dựng, chiến đấu, trưởng thành của Bộ đội Công binh trong sự nghiệp giải phóng dân tộc, bảo vệ Tổ quốc, xây dựng và bảo vệ Tổ quốc. Bảo tàng tọa lạc tại số 290 đường Lạc Long Quân, phường Bưởi, quận Tây Hồ, thành phố Hà Nội, gần hồ Tây.

## Khái quát trưng bày
1. Truyền thống đánh giặc giữ nước của cha ông ta;
2. Bộ đội Công binh trong kháng chiến chống thực dân Pháp (1945 - 1954);
3. Bộ đội Công binh trong xây dựng hoà bình (1954 - 1964);
4. Bộ đội Công binh trong kháng chiến chống đế quốc Mỹ (1964 - 1975);
5. Bộ đội Công binh trong xây dựng và bảo vệ Tổ quốc (1975 đến nay);
6. Bộ đội Công binh với Chủ tịch Hồ Chí Minh;
7. Bộ đội Công binh thực hiện nhiệm vụ quốc tế và đối ngoại quân sự (1975 đến nay);
8. Đơn vị, cá nhân Anh hùng lực lượng vũ trang nhân dân của Binh chủng Công binh;
9. Sưu tập các loại bom, mìn, vật nổ trong chiến tranh.